# 茶漉し

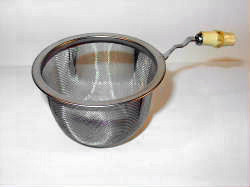
竹の持ち手が付いた茶漉し

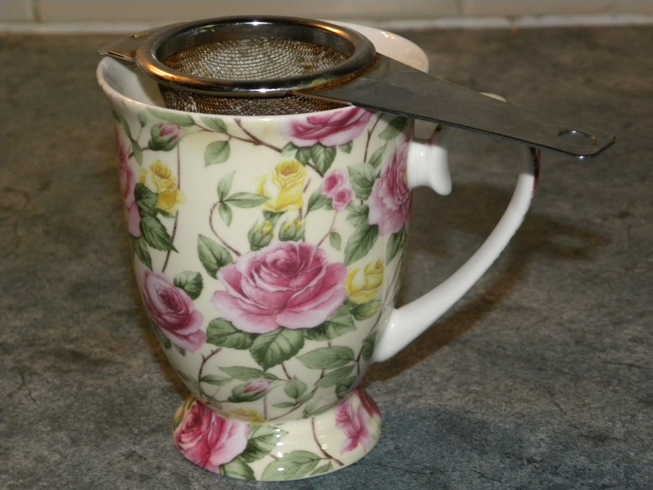
ティーカップ上に設置した茶漉し

茶漉し（ちゃこし、英:Tea strainer）は、茶殻を漉すために用いられる小さな網である。
伝統的な方法で急須を用いて茶を入れる際、茶葉はティーバッグに入っておらず、水の中を自由に漂う。葉自体は旨くなく、茶漉しで濾すのが普通である。
深めの茶漉しは、ティーバッグ等が使われることが多い1杯分の茶を入れるのに用いることがある。茶葉を満たした茶漉しをカップにセットし、湯を注いで茶を入れた後、茶葉と一緒に取り除く。茶漉しをこのように用いると、同じ葉で何杯も茶を入れることができる。ティーバッグが大量生産されるにつれ、20世紀になると茶漉しの利用が減ってきたが、茶葉が拡散されないティーバッグよりも茶漉しで茶を入れることを好む人もおり、その多くがティーバッグには低質な茶葉が使われていると主張している。
茶漉しの材質は、スターリングシルバー、ステンレス鋼、磁器等である。スターリングシルバー製のものは篩部分と小さな皿のセットになっていることが多い。茶漉しそのものが、しばしば銀細工や金細工職人の傑作として古美術品としての価値を持つ。

## その他の使い方
茶漉しは、ギーから乳固形分を分離するために用いられる。ベアルネーズソースを作る際に固体と液体を分離するのにも用いられる。
また、評価や診断のため、患者が尿から尿路結石を分離するのに用いられることもある。